# VALKYRIE 03
VALKYRIE 03（ヴァルキリー・スリー）は、日本の女子総合格闘技イベント「VALKYRIE」の大会の一つ。2009年10月24日、東京都江東区有明のディファ有明で開催された。

## 大会概要
メインイベントでは大会プロデューサーの茂木康子が初参戦し、練習仲間でもある瀧本美咲と対戦し、TKO負けとなった。
フェザー級女王辻結花とフェザー級次期挑戦者決定トーナメントで優勝したV一がタイトルマッチで対戦予定であったが、辻が左肩脱臼により欠場し、タイトルマッチはVALKYRIE 04へ延期となった。両者はケージに上がり、挨拶を行った。
藤野恵実と対戦予定であったジェット・イズミが膝半月板損傷により欠場し、試合は中止となった。

## 試合結果
第1試合 46kg契約 Giグラップリング・プロルール 3分2R
○  杉内由紀 vs.  田中由紀 ×
2R 0:47 腕ひしぎ十字固め
第2試合 女子ウェルター級 ヴァルキリールール 3分2R
○  あやめ vs.  森雅絵 ×
2R終了 判定3-0
第3試合 女子フライ級 ヴァルキリールール 3分2R
○  ハッピー福子 vs.  高木佑子 ×
2R 1:01 腕ひしぎ十字固め
第4試合 女子バンタム級 ヴァルキリールール 3分3R
○  スギロック vs.  ♂ha＠THE♀ ×
3R終了 判定3-0
第5試合 女子バンタム級 ヴァルキリールール 3分3R
○  SACHI vs.  村浪真穂 ×
2R 2:32 腕ひしぎ十字固め
第6試合 セミファイナル 46kg契約 ヴァルキリールール 3分3R
○  大室奈緒子 vs.  関友紀子 ×
3R終了 判定3-0
第7試合 メインイベント 女子フェザー級 ヴァルキリールール 3分3R
○  瀧本美咲 vs.  茂木康子 ×
3R 0:51 TKO（レフェリーストップ：スタンドパンチ連打）